# Sphecophila polybiarum
Sphecophila polybiarum är en kackerlacksart som beskrevs av Robert Walter Campbell Shelford 1907. Sphecophila polybiarum ingår i släktet Sphecophila och familjen Polyphagidae.
Artens utbredningsområde är Franska Guyana. Inga underarter finns listade i Catalogue of Life.